# Eleutherobia studeri
Eleutherobia studeri is een zachte koraalsoort uit de familie Alcyoniidae. De koraalsoort komt uit het geslacht Eleutherobia. Eleutherobia studeri werd in 1910 voor het eerst wetenschappelijk beschreven door J.S. Thomson. 